# تپه حرام قایه
تپه حرام قایه مربوط به دوران‌های تاریخی پس از اسلام است و در شهرستان قروه، بخش چهار دولی، روستای بابا شیدالله واقع شده و این اثر در تاریخ ۲۵ اسفند ۱۳۷۹ با شمارهٔ ثبت ۳۵۷۹ به‌عنوان یکی از آثار ملی ایران به ثبت رسیده است.